# WASAG
Die Westfälisch-Anhaltische Sprengstoff-Actien-Gesellschaft (WASAG) war ein bedeutendes deutsches Unternehmen für die Herstellung von Sprengstoffen, Explosivstoffen und Munition.

## Geschichte

### Gründungszeit und erste Jahre

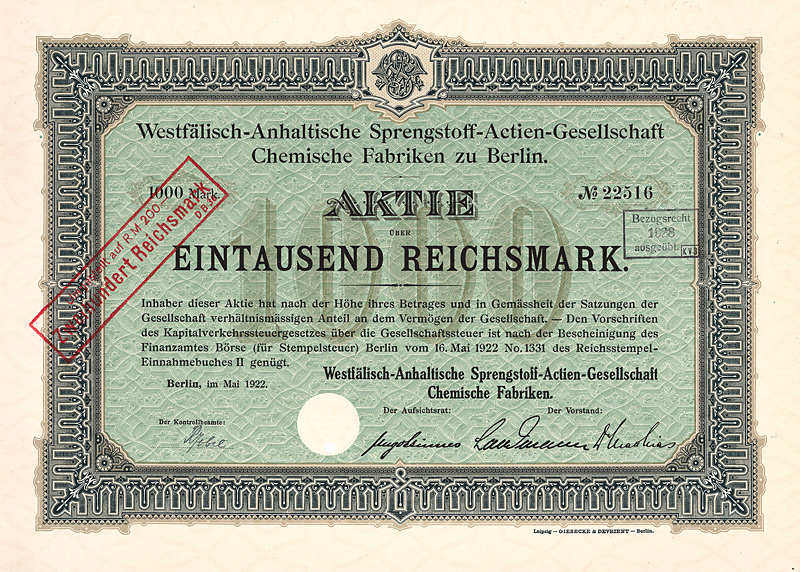
Aktie über 1000 Mark der Westfälisch-Anhaltischen Sprengstoff-AG vom Mai 1922

Das Unternehmen WASAG wurde 1891 in Düsseldorf von einem Konsortium unter der Leitung von Max Bielefeldt mit dem Sitz in Coswig (Anhalt) gegründet. Zum Konsortium gehörten unter anderem die Unternehmer Hugo Stinnes, Gustav Poensgen und Hugo von Gahlen. An der Unternehmensgründung waren zwanzig Aktionäre beteiligt. Zielsetzung war es, das damalige Monopol der Pulverfabriken rund um die Dynamit AG aufzubrechen.
Nach anfänglichen Schwierigkeiten am Standort Coswig – Teile der ursprünglich geplanten Produktionsanlagen mussten auf Veranlassung der örtlichen Behörden 1894 nach Reinsdorf bei Wittenberg verlagert werden – entwickelte sich das Unternehmen rasch zu einem der wichtigsten Produzenten von Sprengmitteln für die zivilen und militärischen Bereiche. Nach dem Ersten Weltkrieg wurde das Unternehmen in den I.G. Farben-Konzern integriert und wurde dort zum größten deutschen Sprengmittelhersteller.

### Zeit des Nationalsozialismus
Anfang 1931 fusionierten Dynamit AG, vormals Alfred Nobel & Co., Rheinisch-Westfälische Sprengstoff-AG Köln – Troisdorf (RWS), Deutsche Sprengstoff-AG Hamburg, Rheinische Dynamitfabrik Opladen, Westdeutsche Sprengstoffwerke, Siegener Dynamit-Fabrik (beide mit Sitz Köln) und die Dresdner Dynamitfabrik zur neuen Dynamit AG mit Firmensitz Troisdorf. Zusammen mit der 1925 gegründeten I.G. Farben, in der die Köln-Rottweil AG mit Sitz in Köln (bis 1919 Vereinigte Köln-Rottweiler Pulverfabriken AG) aufgegangen war, entstand damit ein Kartell, das im Deutschen Reich der Weimarer Republik annähernd eine Monopolstellung für die Sprengstoffherstellung innehatte.
Nach der Machtübernahme der NSDAP wurden vom Heereswaffenamt der Reichswehr (ab 1935 Wehrmacht) für die folgende massive deutsche Aufrüstung größere Produktionskapazitäten für Munition gefordert. Um diese Forderungen zu erfüllen, gründeten die WASAG und die DAG 1934 die Deutsche Sprengchemie GmbH, die mit Unterstützung der staatseigenen Verwertungsgesellschaft für Montanindustrie GmbH neue Sprengstoff- und Munitionswerke auf staatlichem Grund und Boden errichtete. Später wurde die Deutsche Sprengchemie GmbH ein alleiniges Tochterunternehmen der WASAG.
Die DAG führte dieselben Tätigkeiten in ihrer Tochterfirma Gesellschaft m. b. H. zur Verwertung chemischer Erzeugnisse (kurz: „Verwertchemie“) weiter. Diese betrieb mehr als 30 Sprengstoff- und Zünderfabriken, unter anderem in Hessisch Lichtenau, Empelde, Forst-Scheuno und Allendorf (heute Stadtallendorf). Letzteres war damals die größte Munitionsfabrik Europas. Dort mussten während des Zweiten Weltkriegs mehr als 15.000 Zwangsarbeiter und KZ-Häftlinge arbeiten, die in von der SS verwalteten Lagern in der Nähe der Fabriken untergebracht wurden. 1938 wurde in Aschau am Inn ein weiteres Werk zur Herstellung von Nitrocellulose errichtet, das nach dem Krieg im Rahmen der Entflechtung der I.G. Farben AG in den Besitz der WASAG überging.

### Nachkriegszeit
Nach dem Zweiten Weltkrieg wurde der Unternehmensbesitz von den Alliierten beschlagnahmt. Der Großteil der Produktionsanlagen befand sich in der sowjetischen Besatzungszone, unter anderem produzierte die WASAG von 1934 bis 1945 in Klietz. Das Reinsdorfer Werk wurde vollständig demontiert. Die I.G. Farben AG wurde nach Entschluss der Alliierten Hohen Kommission mit dem Gesetz Nr. 35 der AHK aufgelöst und die Geschäftsaktivitäten entsprechend der Durchführungsverordnung zum Gesetz Nr. 35 vom 23. Mai 1952 auf zwölf zu errichtende Nachfolge-Tochterunternehmen verteilt, darunter auch die WASAG-Chemie AG. Diese wurde am 29. Mai 1953 durch die Dreimächte-Kontrolleure aus der IG-Farben-Kontrolle entlassen.
Bis Mitte der 1950er Jahre gelang es den Brüdern Berthold und Harald von Bohlen und Halbach, vier Fünftel der Aktien des Unternehmens zu erwerben, indem es unter der Firmenbezeichnung „Wasag-Chemie Aktiengesellschaft“ mit der Hauptverwaltung in Essen fortgeführt wurde. Ab 1952 waren Berthold von Bohlen und Halbach sowie Heinrich Gattineau geschäftsführende Vorstände. Ab 1956 gehörte Heimbert Leunig dem Vorstand an. Durch gezielte Zukäufe entwickelte sich das Unternehmen wieder zum führenden Anbieter von Sprengmitteln.
Im Jahr 1958 verteilte sich der Umsatz der WASAG-Chemie AG zu 37,6 % auf Kunststoffe, Celluloid und dgl., zu 33,5 % auf Sprengstoffe und Zündmittel und zu 28,9 % auf Düngemittel und Chemikalien, der Umsatz konnte dabei insgesamt um rund 20 % zum Vorjahr gesteigert werden.
In der Hauptversammlung des Jahres 1971 offenbarte der Vorstand für das Vorjahr einen Verlust in Höhe von 30 Millionen Mark aus der Sparte Chemie, Sprengstoff und Spielzeug.

### Nach der Wiedervereinigung
In den 1990er Jahren wurde eine Neuausrichtung des Unternehmens angestrebt. Der Rüstungsbereich wurde verkauft und eine Ausrichtung auf die Sparte Kunststofftechnik vorgenommen. So wurde z. B. die WAFA Kunststofftechnik GmbH & Co. KG erworben, die jedoch 1997 das Insolvenzverfahren beantragen musste. Diese Aktivitäten brachten das Unternehmen an den Rand des Zusammenbruchs.
Zum Stichtag 1. Mai 2001 wurde die WASAG Chemie AG mit der zur H&R-Gruppe gehörenden Schmierstoffraffinerie Salzbergen GmbH zum neuen Unternehmen H&R WASAG verschmolzen.

## Umweltschäden  und Unglücke
Eines der schwersten Unglücke ereignete sich am 13. Juni 1935 im Sprengstoffwerk Reinsdorf bei Wittenberg. Es forderte über 100 Todesopfer.

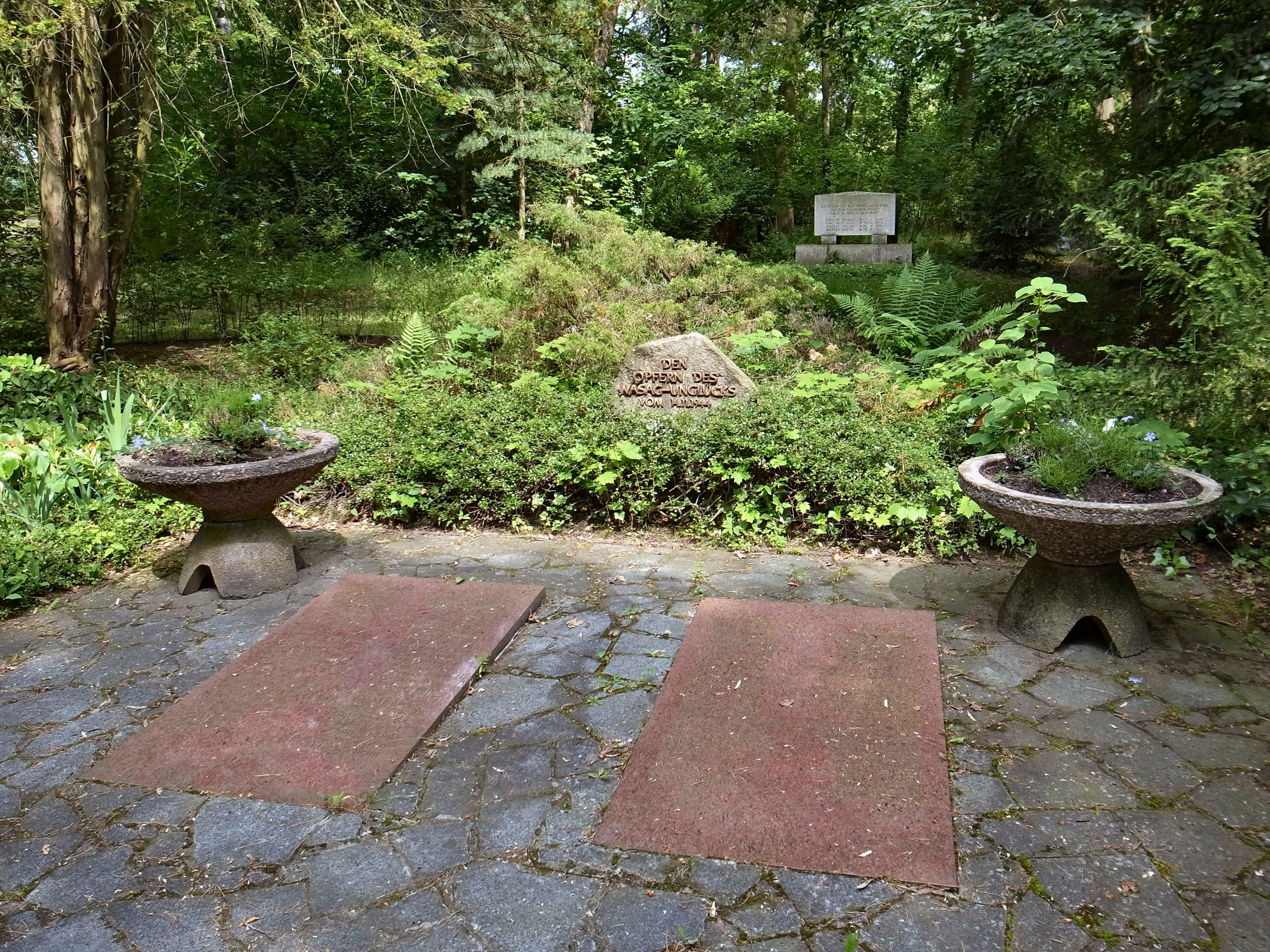
Gedenkstein für das WASAG-Unglück 1944 in Coswig (Anhalt)

Am 14. November 1944 kamen bei einer Explosion eines Lagers von Nitroglyzerin-Vorprodukten im Werk Coswig 94 Menschen ums Leben.
In Elsnig (Sachsen) ⊙ wurde in einem Pilotprojekt versucht, die durch das ehemalige WASAG-Werk verursachten Umweltschäden, insbesondere der Verschmutzung durch die Schadstoffe TNT und 2,6-Dinitrotoluol, zu beseitigen.
Am Standort Sythen ⊙ wurden zwischen 1916 und 1922 großflächig sprengstoffhaltige Abwässer versickert; infolge der daraus resultierenden langfristigen Grundwasserverseuchung musste das Betreiben privater Brunnen verboten werden.
Im September 2016 wurde das gesamte Gelände für einen Euro vom Kreis Recklinghausen gekauft. Am 31. Dezember 2018 wurde das Wasag-Gelände in Sythen endgültig stillgelegt.